# Waldenstein
Waldenstein – gmina w Austrii, w kraju związkowym Dolna Austria, w powiecie Gmünd, w rejonie Waldviertel. Według Austriackiego Urzędu Statystycznego liczyła 1 195 mieszkańców (1 stycznia 2014).